# Ferrocarril en Rusia

Las líneas ferroviarias más importantes de Rusia.

El transporte ferroviario en Rusia ha sido uno de los grandes logros económicos del país en los siglos XIX, XX, y XXI. En cuanto a longitud de vías ferroviarias, Rusia está en segundo lugar a nivel mundial tras los ferrocarriles de los Estados Unidos. En volumen de carga transportada, es tercero por detrás de Estados Unidos y China, utilizando la medida estándar de toneladas-kilómetros. En la densidad general de las operaciones —en este caso la medida estándar es (toneladas-kilómetros de carga + pasajero-kilómetros)/longitud de pista— Rusia ocupa el segundo lugar después de China.

## Características

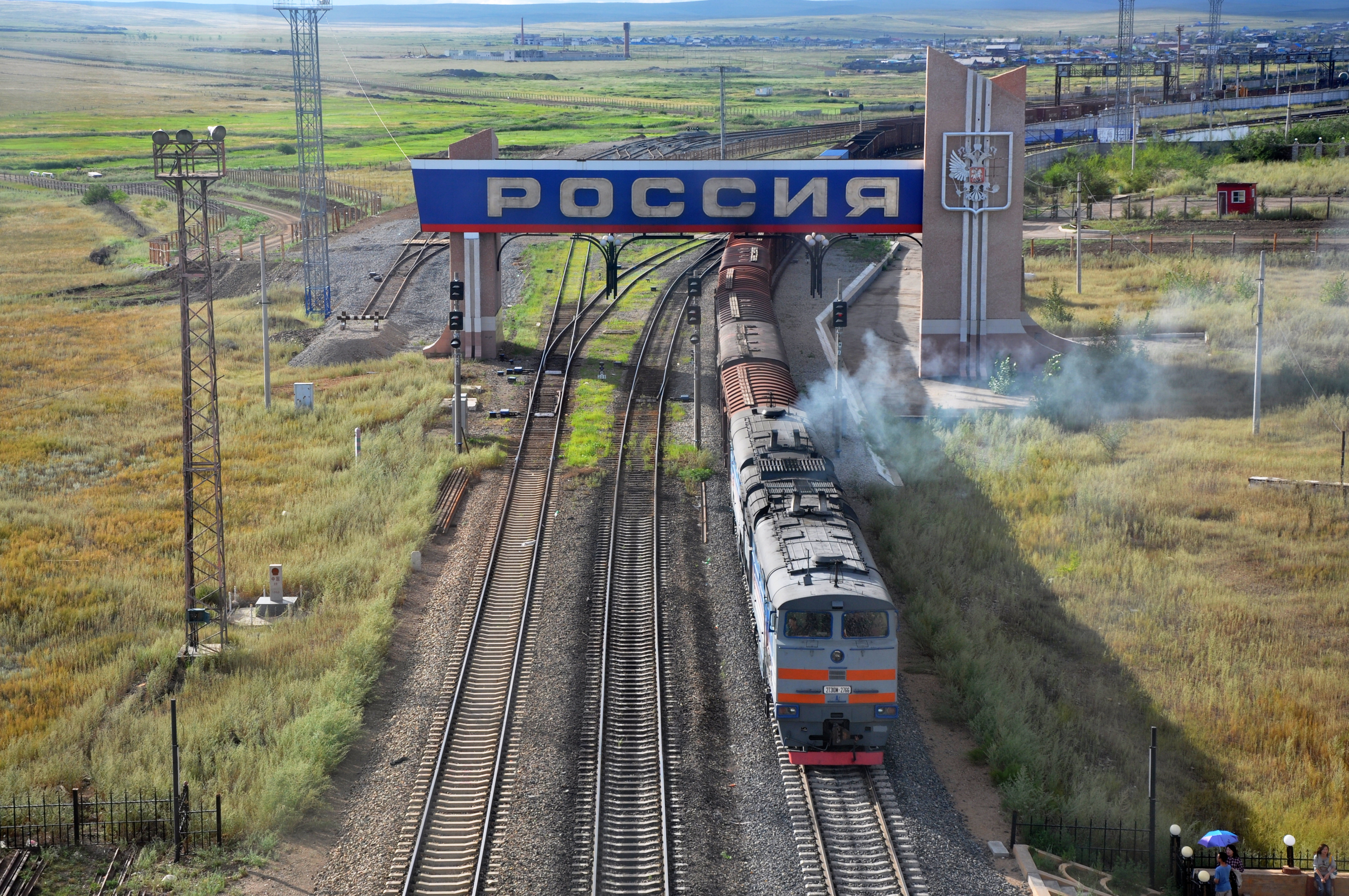
Tren cruzando la frontera rusa hacia China.

Rusia es un país más grande que Estados Unidos o China, por lo que su densidad de ferrocarril (ferrocarril/superficie del país) es menor que la de estos dos países, especialmente en el caso de los Estados Unidos. Dado que la densidad de población de Rusia es también mucho menor que la de estos dos países —sin incluir Alaska en la medida de Estados Unidos en este caso—, los ferrocarriles rusos llevan su carga y pasajeros en distancias muy largas, a menudo a través de espacios vastos e inhóspitos. Su capacidad media de carga es la segunda del mundo, detrás de Estados Unidos y esencialmente ligado con Canadá. El carbón y el coque representan casi un tercio del tráfico de mercancías y tiene una carga promedio de alrededor de 1 500 kilómetros, mientras que los metales ferrosos representan otro diez por ciento del tráfico de mercancías y viaja un promedio de más de 1 900 kilómetros. Muchos transportistas y clientes remotos solo tienen acceso a esta vía, ya que las dos alternativas, por carretera o agua, son muy pobres.
La mayoría de los ferrocarriles RZhD transporta tanto carga como pasajeros y es una de las compañías dominantes de carga ferroviaria en el mundo, solo por detrás de Canadá, Estados Unidos y Estonia en proporción de carga de toneladas-kilómetros para pasajeros-kilómetros. Por proporción de carga transportada, RZhD es insuperable entre los principales ferrocarriles del mundo en su importancia para la economía de su país.

## Estructura
Los Ferrocarriles Rusos se dividen en diecisiete ferrocarriles regionales, desde el Ferrocarril de octubre al servicio de la región de San Petersburgo al Ferrocarril del Lejano Oriente que sirve a Vladivostok, con la ciudad independiente de Kaliningrado y los Ferrocarriles de Sajalín en cada extremo. Sin embargo, los ferrocarriles regionales están estrechamente coordinados por la autoridad central —el Ministerio de los Medios de Comunicación (MPS) hasta el año 2003, y la Sociedad Anónima Ferrocarriles Rusos, Rossiyskiye zheleznyye dorogi o RZhD, desde entonces— incluyendo la puesta en común y la redistribución de los ingresos. Esto ha sido crucial para dos antiguas políticas de subsidios cruzados: de operaciones de pasajeros a los ingresos de carga y los envíos de carbón desde otras mercancías.

## Historia

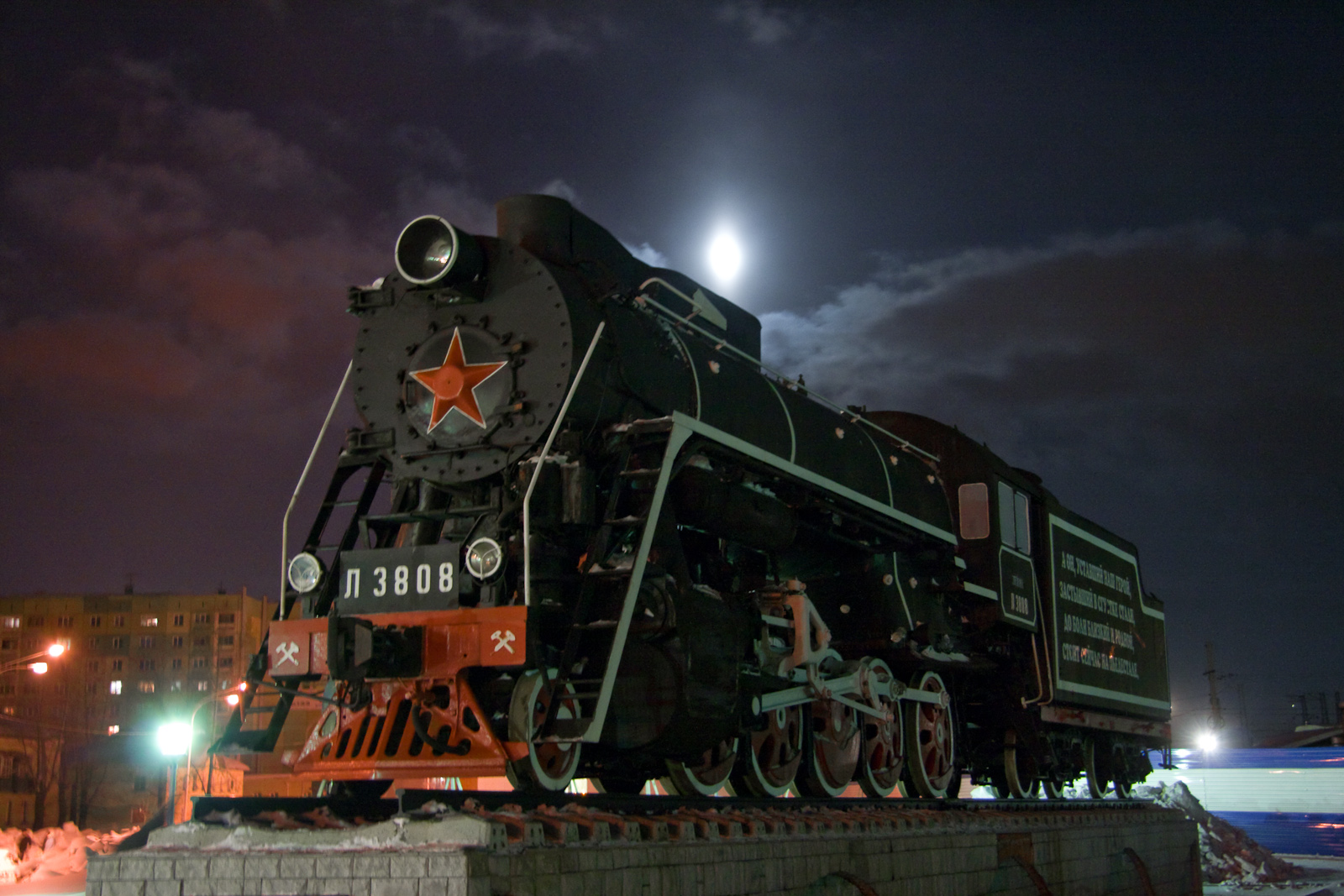
Una histórica locomotora expuesta en la estación de Mezhduréchensk.

Los Ferrocarriles Rusos fueron un conjunto de empresas, en su mayoría de propiedad privada, operadas durante la mayor parte del siglo XIX, cuando muchos de ellos se habían construido con la fuerte participación y financiamiento del gobierno. El gobierno zarista comenzó la movilización y la nacionalización del sistema ferroviario a medida que se acercaba la Primera Guerra Mundial y el nuevo gobierno socialista había terminado el proceso de nacionalización. Con la disolución de la Unión Soviética en 1991, la Federación de Rusia se quedó con tres quintas partes de la vía férrea de la antigua Unión, así como nueve décimas partes del kilometraje de la carretera —aunque con sólo dos quintas partes de la capacidad portuaria—.
En el siglo XX, los cambios sustanciales en los ferrocarriles rusos han sido discutidos y aplicados en el contexto de dos documentos de reforma del gobierno: el Decreto n.º 384, fechada el 18 de mayo de 2001 por el Gobierno de la Federación Rusa, titulado "Programa de reforma estructural del Transporte Ferroviario", y la Orden n.º 877, fechada el 17 de junio de 2008 por el Gobierno de la Federación de Rusa, titulada "Estrategia para el Desarrollo del ferrocarril en la Federación de Rusia para 2030". El primero se centró en la reestructuración de los ferrocarriles desde el monopolio de la propiedad gubernamental a la competencia del sector, este último centrado en ambiciosos planes de modernización de equipos y ampliación de la red.

## Estadísticas
RZhD aporta el 2,5% del producto interior bruto de Rusia. El porcentaje de tráfico de mercancías y pasajeros por ferrocarril que pasa es desconocida, ya que no hay estadísticas disponibles para el transporte privado como los automóviles privados y camiones propiedades de las empresas. En 2007, alrededor de 1.300 millones de pasajeros y 1.300 millones de toneladas de mercancías viajaron a través de RZhD. En 2007, la compañía era propiedad de 19.700 bienes y locomotoras de pasajeros, 24.200 vehículos de pasajeros (2007) y 526.900 vagones de carga de mercancías (2007). Unos 270.000 nuevos vagones de carga en Rusia son de propiedad privada.
En 2008, Rusia tenía 128.000 kilómetros de línea de ferrocarril común entre pasajeros y carga, de los cuales aproximadamente la mitad están electrificados y ocupa la mayor parte del tráfico, mientras que más del 40% es de doble vía o mejor.